# Fesmy-le-Sart

Fesmy-le-Sart este o comună în departamentul Aisne din nordul Franței. În 1 ianuarie 2022 avea o populație de 516 de locuitori.